# Kaplica św. Andrzeja w Żurrieq
Kaplica Świętego Andrzeja (malt. Il-Kappella ta' Sant' Andrija, ang. Chapel of St Andrew), wśród mieszkańców znana jako ta’ Birmieġa – mała rzymskokatolicka kaplica, znajdująca się przy granicy wioski Żurrieq z Ħal Safi na Malcie.

## Historia
Data powstania kaplicy nie jest znana, wiadomo na pewno, że budynek powstał bardzo dawno. Po raz pierwszy wspomniany został przez wysłannika papieża Pietro Dusinę w 1575. Raport z późniejszej wizyty apostolskiej w 1634 stwierdza, że kaplica została odbudowana przez Toniego Zammita. W 1658, wraz z innymi wiejskimi kaplicami, została zdekonsekrowana przez biskupa Balaguera. Nie była używana do 23 października 1690, kiedy przeszła na własność kościoła parafialnego św. Katarzyny.

## Kaplica z zewnątrz
Architektura kaplicy jest prosta, typowa dla kościołów budowanych na Malcie w XVI wieku. Budynek ma kształt kostki, z lekko pochyłym na dwie strony dachem. W fasadzie znajdują się również proste, lecz proporcjonalne drzwi, ponad którymi jest małe prostokątne okienko. Na szczycie dzwonnica typu bell-cot, w której kiedyś wisiał niewielki dzwon. Na łuku dzwonnicy kamienny krzyż. Z każdej strony dwie kamienne rynny, odprowadzające wodę z dachu. Niewielki plac przed kaplicą otoczony jest metalowym ogrodzeniem.

## Wnętrze

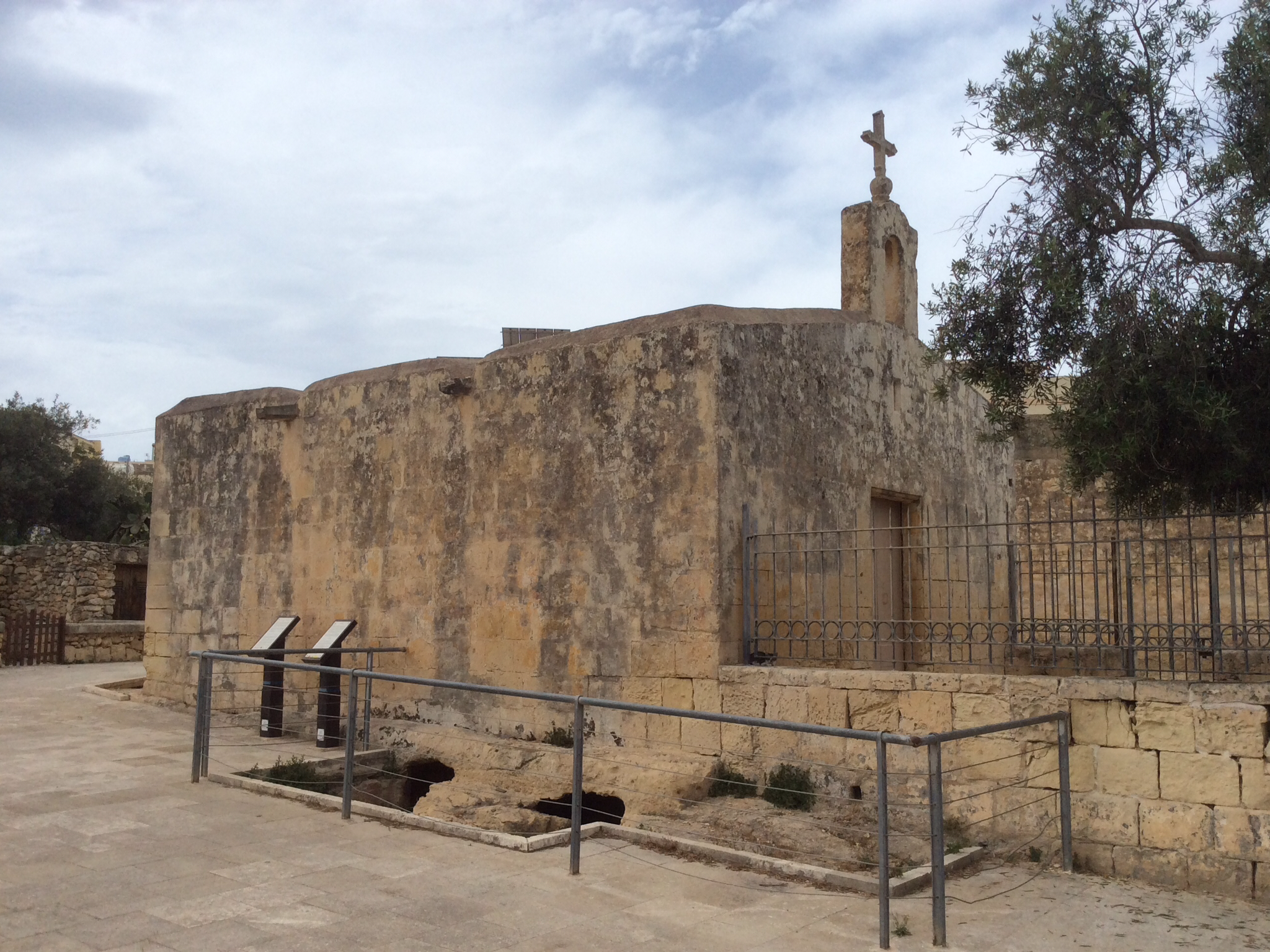
Katakumby odkryte pod kaplicą

Wnętrze kaplicy jest niewielkie. Sufit podparty jest kilkoma prostymi łukami. Na tylnej ścianie półkolista nisza, przy której stoi ołtarz. W niszy znajdował się kiedyś obraz tytularny przedstawiający św. Andrzeja. Obraz został przeniesiony do zakrystii kościoła parafialnego w Żurrieq. Podłoga kaplicy wyłożona jest kamiennymi płytkami.

## Okolice kaplicy
Pod kaplicą, jak też obok pobliskiego wiatraka Xarolla, odkryto kompleks wczesnochrześcijańskich oraz rzymsko–bizantyńskich katakumb z III–VII wieku, znanych jako „katakumby Tax-Xarolla”.

## Kaplica dzisiaj
Dziś świątynia jest w bardzo dobrym stanie. Wieczorem jest oświetlona, razem z sąsiednim wiatrakiem.

W kaplicy nie są odprawiane msze święte, jedynie sporadycznie odbywają się tam imprezy kulturalne.  

## Ochrona dziedzictwa kulturowego
Budynek kaplicy umieszczony jest na liście National Inventory of the Cultural Property of the Maltese Islands pod nr. 01283. 